# Franco Bertinetti
Franco Bertinetti (* 14. července 1923 Vercelli, Itálie – 6. března 1995 Marseille, Francie) byl italský sportovní šermíř, který se specializoval na šerm kordem. Pocházel ze šermířské rodiny. Otec Marcello Bertinetti st. se účastnil olympijských her 1908 a syn Marcello Bertinetti ml. startoval na olympijských hrách 1976. Itálii reprezentoval v padesátých letech. Na olympijských hrách startoval v roce 1952 a 1956 v soutěži družstev. Se silným italským družstvem kordistů vybojoval dvě zlaté olympijské medaile. V roce 1955 obsadil druhé místo v soutěži jednotlivců na mistrovství světa a třetí skončil v roce 1954 a 1957. S družstvem se stal pětkrát mistrem světa.